# أن تكون حيا..ومقاطع أخرى
يُعد كتاب "أن تكون حيا..ومقاطع أخرى" من الكتب الفلسفية المهمة التي تناقش جوهر الوجود الإنساني، حيث يعمد المؤلف إلى تناول مفهوم الحياة والوعي والجرح والألم باعتبارها تجارب مركزية تُشكل التجربة الإنسانية. يتسم الكتاب بأسلوب فلسفي عميق يجمع بين التأمل الشخصي والتحليل الفلسفي، ويُبرز أهمية الفهم الحي والمباشر للوجود بدلاً من النظرة المجردة أو السطحية.
يُظهر الكتاب تلاقحًا بين الفلسفة الوجودية الغربية، وبخاصة الفلسفة الوجودية، وبين التراث الفلسفي والتصوفي الإسلامي، ما يتيح للقارئ رؤية شاملة ومتعددة الأبعاد للمعاني الإنسانية الكبرى.

## المؤلف
لا تتوفر معلومات دقيقة وموثوقة حول هوية المؤلف الحقيقي لكتاب "أن تكون حيا..ومقاطع أخرى"، إذ لم تُنشر تفاصيل واضحة عنه أو عن سيرته الذاتية. يُعتقد أن المؤلف هو فيلسوف معاصر مهتم بالقضايا الوجودية والروحانية، ويمتلك خلفية في الفلسفة الغربية والتصوف الإسلامي، وهو ما ينعكس في محتوى الكتاب وأسلوبه.
تشير بعض المصادر الثانوية إلى أن المؤلف يسعى إلى دمج الفكر الفلسفي الغربي، خصوصًا الفلسفة الوجودية، مع التراث الصوفي الإسلامي، مما يدل على عمق معرفته وتجاربه الشخصية. لكن بسبب قلة المعلومات المتاحة، يبقى المؤلف شخصية غامضة نسبيًا، مما يضيف نوعًا من الغموض والجاذبية إلى العمل نفسه.
قد يكون هذا الغموض مقصودًا، إذ يتيح للكتاب أن يُقرأ بتركيز أكبر على أفكاره ومضامينه، بعيدًا عن تأثير شهرة المؤلف أو خلفيته الشخصية.

## محتوى الكتاب

### مفهوم الحياة والوعي
يبدأ الكتاب بمناقشة فلسفية عميقة لمفهوم "أن تكون حيًا". يرفض المؤلف النظر إلى الحياة فقط كوظيفة بيولوجية أو استمرار جسدي، ويؤكد على أن الحياة الحقيقية هي حالة وعي مستمرة تتمثل في إدراك الذات والتفاعل الواعي مع المحيط. يشرح أن الوعي هو الأساس الذي يُمكّن الإنسان من التحول من مجرد وجود جسدي إلى كيان ذي معنى.

### الألم والجرح كعناصر وجودية
يمثل الألم والجرح المحاور الأساسية في الكتاب، حيث يُنظر إليهما كجزء جوهري من التجربة الإنسانية التي تمنح الحياة عمقًا وثراءً. يُعرّف الجرح هنا ليس فقط كألم جسدي، بل كأثر نفسي وروحي ينقل الإنسان إلى مستويات جديدة من الفهم والحكمة.
يُعتبر الجرح مدخلًا إلى الحكمة، إذ أنه يحفز الإنسان على التفكير، التأمل، والنمو الروحي. يناقش المؤلف كيف أن الجرح يُشكّل فرصة للتطور الشخصي والروحي، ولا يجب اعتباره مجرد عائق أو مصدر للمعاناة فقط.

### الفلسفة الغربية والجرح
يستعرض الكتاب مفاهيم الفلاسفة الغربيين حول الألم والوجود، مع التركيز على:
- مارتن هايدغر: الذي يرى أن الألم يُمكن أن يُجسد تجربة "الوجود الحقيقي"، حيث يُدرك الإنسان قلقه ويمارس حرية الاختيار.
- جان بول سارتر: الذي يربط بين الحرية والالتزام والشعور بالألم الوجودي، مؤكدًا أن الإنسان مسؤول عن اختياراته التي قد تؤدي إلى معاناة روحية.

### الفلسفة الإسلامية والجرح
يُبرز المؤلف أيضًا التراث الإسلامي، وخصوصًا تعاليم ابن عربي في "فصوص الحكم"، حيث يُفسر الجرح كرمز للارتقاء الروحي والاتحاد مع الحقيقة الإلهية. يوضح أن الجرح هنا له معنى روحي يتجاوز الألم المادي، ويمثل تجربة عميقة للذات مع الله والعالم.

### الفلسفة الحية: من النظرية إلى التطبيق
يُقدّم الكتاب مفهوم "الفلسفة الحية" أو "الفلسفة بالفعل"، وهي التي تتجاوز التأمل النظري لتصبح ممارسة يومية مستمرة. يرى المؤلف أن الفلسفة يجب أن تُمارس كجزء لا يتجزأ من حياة الإنسان، وأن تكون أداة لفهم الذات والتعامل مع تحديات الوجود.
يدعو الكتاب القارئ إلى الانخراط الكامل في الحياة، مع وعي مستمر بكل تجربة يومية، بما في ذلك الألم والفرح، للنمو الروحي والعقلي.

### الجرح والحكمة: تحليل عميق
يُفصّل الكتاب في العلاقة الجدلية بين الجرح والحكمة، مشيرًا إلى أن الحكمة تنبع من التجربة المباشرة للمعاناة والجرح. يستشهد بأمثلة من تجارب شخصية وفلسفية تُظهر كيف أن الألم يمكن أن يكون محفزًا للنمو الروحي والتأمل العميق.

### العلاقة بين الجرح والهوية
يتناول المؤلف كيف يمكن للجرح أن يُشكل جزءًا من هوية الإنسان، إذ يُساهم في بناء الذات وصقل الشخصية. يوضح أن الألم يُمكن أن يُعيد تشكيل المفاهيم الذاتية والعلاقات الاجتماعية، مما يؤدي إلى وعي أعمق وأكثر نضجًا.

### الجرح في الحياة اليومية
يناقش الكتاب كيف أن التجارب اليومية الصغيرة، التي قد تبدو عادية، تحمل في طياتها جروحًا يمكن أن تُفتح آفاقًا للحكمة. يُشير إلى أن الانتباه لهذه اللحظات والاستفادة منها يعزز من تجربة الحياة ويُعمّقها.

### الأثر الاجتماعي والروحي للجرح
يُبرز الكتاب كيف يمكن للجرح أن يؤثر على العلاقة بين الفرد والمجتمع، وكيف يمكن أن يُسهم في بناء مجتمع أكثر وعيًا ورحمة. كما يناقش البعد الروحي للجرح وكيف يمكن أن يُساهم في نمو الإنسان الروحي على مستوى فردي وجماعي.

### استقبال الكتاب ونقده
لاقى الكتاب استقبالًا متباينًا في الأوساط الفكرية. حيث أشاد البعض بعمق الطرح وتكامله، واعتبره إضافة نوعية إلى الفكر الفلسفي العربي. بينما انتقد آخرون غموض بعض الأجزاء، وخاصة في المواضيع التي تتعلق بالفلسفة الصوفية، معتبرين أنها تحتاج إلى توضيح أكبر.

### تأثيرات وأهمية الكتاب في الفكر العربي المعاصر
ساهم الكتاب في فتح آفاق جديدة للتفكير حول العلاقة بين الألم والحكمة، والوعي الفلسفي اليومي، ما جعله مرجعًا مهمًا لدى العديد من الباحثين والمهتمين بالفلسفة التطبيقية والروحانية في العالم العربي.
تناول الكتاب موضوعات تعكس القلق الإنساني المعاصر حول معنى الوجود وسط تحديات الحياة المتزايدة، مثل التوتر النفسي، الأزمات الاجتماعية، والبحث عن السلام الداخلي.

### تطبيقات عملية للفلسفة الحية
يشجع الكتاب القارئ على اعتماد ممارسات تأملية وفلسفية يومية تساعد على تعزيز الوعي والارتباط العميق بالحياة. من بين هذه التطبيقات:
- التأمل الذاتي: مراجعة التجارب الشخصية بوعي للتعلم منها.
- القبول: تقبل الألم والجرح كجزء من التجربة الإنسانية لا يمكن تجنبه.
- التفاعل الواعي: العيش بحضور كامل في اللحظة الراهنة.

## الخاتمة
يُقدم كتاب "أن تكون حيا..ومقاطع أخرى" رؤية فلسفية متكاملة للحياة والوجود، تتجاوز النظرة السطحية إلى الإنسان ككائن حي فقط، لتعرضه ككائن واعٍ قادر على تحويل الألم إلى حكمة. يعكس الكتاب التقاءً ثقافيًا وفكريًا بين الفلسفة الغربية والتراث الإسلامي، ويدعو إلى عيش فلسفي حقيقي وفعّال.